# Pascal Chane-Teng
Pascal David Youri Chane-Teng (ur. 4 lipca 1971 w Le Tampon) – francuski duchowny rzymskokatolicki, posługujący na wyspie Reunion, biskup diecezjalny Saint-Denis de La Réunion od 2023.

## Życiorys
Święcenia kapłańskie otrzymał 15 sierpnia 2004 i został inkardynowany do diecezji Saint-Denis. Pracował głównie jako duszpasterz parafialny, a w 2007 pełnił funkcję wychowawcy seminarium na Mauritiusie. W 2018 mianowany wikariuszem generalnym diecezji oraz sekretarzem Rady Kapłańskiej.
19 lipca 2023 papież Franciszek mianował go biskupem diecezji Saint-Denis. Sakry udzielił mu 15 października 2023 biskup Gilbert Aubry.